# Лаврово (Череповецкий район)
Лаврово — деревня в Череповецком районе Вологодской области.
Входит в состав Мяксинского сельского поселения, с точки зрения административно-территориального деления — в Мяксинский сельсовет.
Расстояние по автодороге до районного центра Череповца — 23 км, до центра муниципального образования Мяксы — 6 км. Ближайшие населённые пункты — Яшнево, Михалево, Демидово, Кустец.
По переписи 2002 года население — 16 человек.